# Ravne na Koroškem
Ravne na Koroškem er en by i det nordlige Slovenien, med et indbyggertal (pr. 2005) på ca. 7.500.

## Gallleri
- Gade i Ravne na Koroškem
- Ravne na Koroškem

46°32′N 14°58′Ø / 46.533°N 14.967°Ø